# Woodstock (Virginia)
Woodstock liegt im Herzen des Shenandoah Valley zwischen den Allegheny Mountains und den Blue Ridge Mountains im US-Bundesstaat Virginia. Das U.S. Census Bureau hat bei der Volkszählung 2020 eine Einwohnerzahl von 5807 ermittelt.
Der Ort wurde 1761 von George Washington gegründet und ist Verwaltungssitz (County Seat) des Shenandoah County. In Woodstock leben etwa 3500 Menschen (davon etwa 30 % alte Menschen über 65 Jahren) auf einer Fläche von etwa 8,5 Quadratkilometern. Die nächsten Großstädte sind Washington, D.C. in ca. 140 km Entfernung sowie Richmond in etwa 260 km Entfernung. Der größte Arbeitgeber in Woodstock ist Walmart.

## Söhne und Töchter der Stadt
- John James Allen (1797–1871), Jurist und Politiker
- Robert Allen (1794–1859), Politiker
- Benjamin Freakley (* 1953), Generalleutnant der United States Army
- Wade H. Haislip (1889–1971), General der US Army
- Earl Johnson (1891–1965), Leichtathlet
- Benjamin West Clinedinst (1859–1931), Maler und Illustrator